# Slot car racing

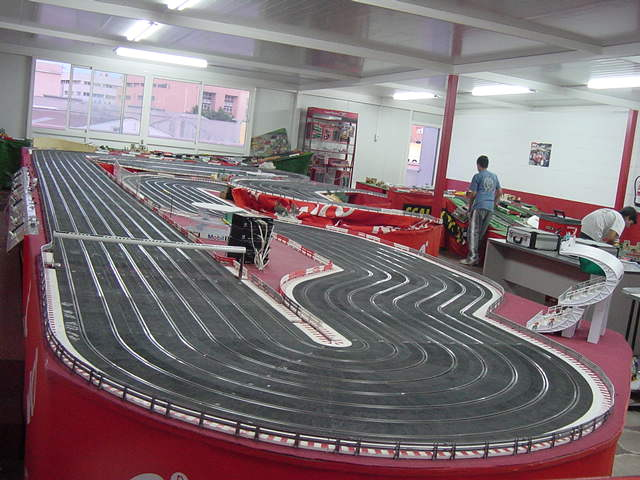
Slot-car-racebaan

Slot car racing of slotracing is een wedstrijd met elektrisch aangedreven modelauto's die op een voorgevormde racebaan rijden. De meeste gebruikte schalen zijn 1:24 en 1:32.
In de baan zijn sleuven (slots) aangebracht waarin het geleideschoentje van het autootje zich voortbeweegt. Aan weerskanten van de slot zit een geleidende strip voor stroomvoorziening door middel van sleepcontacten.
De racebanen uit plastic baanelementen zijn de bekendste vorm van slotracing. Fabrikanten zijn onder andere Carrera, Scalextric en Ninco. Er zijn ook verenigingen die vaak zelf hun eigen racebanen bouwen uit multiplex of mdf, voordeel hiervan is dat men niet gebonden is aan de standaard-baanstukken, hierdoor is het mogelijk om fantasiebanen of bestaande racecircuits op schaal na te bouwen. Deze banen hebben soms wel zes slots of meer, voordeel is dat er met meerdere auto's tegelijk gereden kan worden. Ook kan er in verschillende klassen gereden worden.
Er zijn ook racebanen waarbij de auto zich vrij binnen de baan kan bewegen, een voorbeeld waren de Servo-racebanen van Carrera. Deze vorm van racen heeft niet veel meer te maken met het echte slotracen maar is wel veel realistischer omdat er op deze banen "echt" ingehaald kan worden (hinderen), hetgeen op een slot-car-racebaan niet mogelijk is.